# Léo Lacroix
Léo Lacroix (Bois-d'Amont, França, 26 de novembre de 1937) és un esquiador alpí francès, ja retirat, que va destacar a la dècada del 1960.
Va participar en les proves d'esquí alpí als Jocs Olímpics d'Hivern de 1964 realitzats a Innsbruck (Àustria), on va aconseguir la medalla de plata en la prova de descens i va finalitzar 11è en la prova d'eslàlom gegant. En els Jocs Olímpics d'Hivern de 1968 realitzats a Grenoble (França) fou l'encarregat de realitzar el jurament olímpic per part dels atletes, i posteriorment participà en la prova de descens, on finalitzà 20è.
La medalla aconseguida en aquests Jocs és vàlida per al Campionat del Món d'esquí alpí, a la qual se li ha d'afegir les aconseguides en l'edició de 1966 en el descens i la combinada nòrdica. Al llarg de la seva carrera fou campió nacional de descens el 1963 i d'eslàlom els anys 1955, 1960 i 1963.